# HD 26659
HD 26659，又名BD+82 113，SAO 693、HR 1304，是一颗恒星，视星等为5.46，位于銀經128.84，銀緯23.15，其B1900.0坐标为赤經4h 7m 59.1s，赤緯+83° 23.15′ 0″。